# Lorenzo Casanova Ruiz

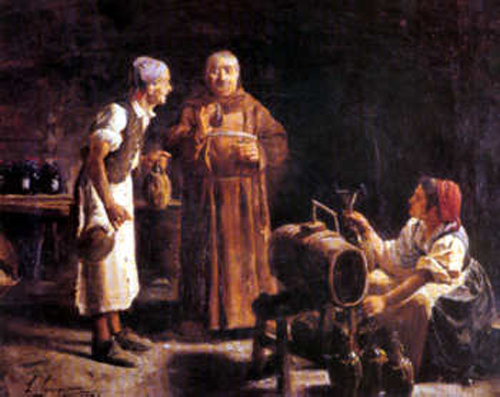
El Fraile y el Bodeguero

Lorenzo Casanova Ruiz (Alcoy, 14 de marzo de 1845 - Alicante, 23 de marzo de 1900) fue un pintor español.

## Vida

### Inicios
Nacido en la ciudad alicantina de Alcoy, fue alumno de Daniel Cortina en Valencia y de Federico Madrazo en Madrid, y compañero de Eduardo Rosales y Mariano Fortuny. Hijo de un carnicero de pocos recursos económicos fue becado por la Diputación Provincial de Alicante y viajó a Roma donde vivió durante cuatro años como becario y cuatro años más costeándose él mismo la estancia. 
Fue nombrado caballero de la Orden de Isabel la Católica e ingresó en la Real Academia de Bellas Artes de San Fernando. Obras suyas son Gabriel Miró niño, Primeros pasos, Cabeza de Moro, El poeta, Escena de amor cómplice, Muchacha con clavel, Retrato de Joaquín Sorolla y su esposa Clotilde, El Fraile y el Bodeguero. Casado con María Teresa Miró Moltó fue tío del escritor Gabriel Miró, sobre el cual ejerció una gran influencia en su formación.

### Italia
En 1873 se trasladó a Italia a la Academia Chigi donde coincide con Fortuny al que ya ha tratado en Madrid, y Joaquín Agrasot con los que convive, así como Ignacio Pinazo Camarlench y José Benlliure Gil, hermano de Mariano Benlliure.
- Obras de su época como becario son: Escena de mesón, El bodeguero, El pozo de los franciscanos, Cervantes leyendo El Quijote, Zambra gitana.
- También firmados en Roma son: Portadora de agua, Tocador de guitarra, Dos viejos conocidos y Retrato de caballero.

### Alicante
De vuelta a Alcoy en 1879, al morir su padre, abrió una academia de arte, el Centro Artístico. Pinta obras como Éxtasis de San Francisco de Asís, que es un autorretrato, homenaje a El Greco; Asunción de la Virgen y Adoración de los Pastores. Casado con Mª Teresa Miró Moltó, se establece en Alicante donde crea su propia academia la Academia de Casanova y es uno de los mayores creadores de la segunda mitad del siglo xix alicantino.
Alumnos suyos fueron Lorenzo Aguirre Sánchez, Vicente Bañuls, Andrés Buforn, Fernando Cabrera Cantó, Manuel Cara y Espí, Francisco Gisbert, Manuel Harmsen Bassencourt, Rafael Hernández López, Laura García Hoppe, Adelardo Parrilla Candela, Lorenzo Pericás Ferrer, Emilio Varela Isabel, Edmundo Jordá, Emilio Vilaplana Botella, Gabriel Miró y el arquitecto Juan Vidal Ramos.
Tuvo como sucesor a su sobrino Miguel Abad Miró (1912-94).